# 佐賀県立塩田工業高等学校
佐賀県立塩田工業高等学校（さがけんりつ しおたこうぎょうこうとうがっこう）は、かつて佐賀県嬉野市塩田町大字馬場下甲に所在した公立の工業高等学校。2018年 - 2020年に佐賀県立嬉野高等学校へと統合された。通称は「塩工」（しおこう、えんこう）。

## 設置学科
- 機械科
- 電気情報科
- 建築科

## 進路
- トヨタ自動車株式会社、日産自動車株式会社、本田技研工業、マツダ株式会社、ダイハツ工業、日本特殊陶業、JFEスチール東日本、JFEスチール西日本、新日鐵住金八幡製鉄所、新日鐵住金名古屋製鉄所、アイシン、アイシン化工、デンソー、ジェイテクト、日本軽金属株式会社、九州電力、京三エンジニアリング、日本冶金工業川崎製造所、酉島製作所、住友電工ウィンテック、東芝自動機器システムサービス、昭和電工

## 沿革

### 略歴
旧塩田町は1960年（昭和35年）から工業高校誘致を佐賀県に働きかけ、学区となる周辺市町とも連携、1963年（昭和38年）6月に県教育委員会の決定・県議会の承認が行われ設置が決定した。1964年に開校となる。
後年は年少人口減少により学級数が減少、2010年代に佐賀県の県立高等学校再編の対象となり、同じ嬉野市内の嬉野高等学校との統合に至った。
後に学校敷地となる場所には江戸時代、蓮池藩の頭人役所、上使屋、藩校があり、塩田津の町並みの一角をなしていた。

### 年表
- 1964年4月1日 - 開校。機械科、電気科、建築科の3科、定員264名[1]。
- （1983年5月 生徒数669名）[1]。
- 1990年 - 情報技術科新設
- 1999年 - くくり募集開始
- 2012年 - くくり募集を廃止して4科別による募集開始（機械科、情報技術科、電気科、建築科）
- 2014年 - 生徒減少の影響により平成26年度より電気科、情報技術科を統合し電気科・情報技術科として生徒募集を行った。
- （2016年 生徒数340名）[3]
- 2018年 - 佐賀県立嬉野高等学校と統合し（新校）佐賀県立嬉野高等学校が開校。塩田工業の校舎は新嬉野高校の工業科キャンパスとして活用される。それに伴い機械科・電気情報科・建築科が募集停止する。
- 2020年 - 閉校。

## くくり募集
- くくり募集は2014年4月より廃止となった。現在は一括ではなく3科ごとに分けての募集となっている。

## 運動部
- サッカー部
- 柔道部
- 剣道部
- バドミントン部
- 卓球部
- バスケットボール部
- 陸上部
- ソフトテニス部 - 全国大会などでも上位を争う。[要出典]

## 文化部
- 機械研究部 - HONDAエコマイレッジチャレンジやロボコン等にも出場している。
- 情報技術研究部
- 電気研究部
- 建築研究部
- 吹奏楽部
- 新聞部
- ボランティア部

## 著名な出身者
- 西村康博 - 競輪選手
- 副島末男 - 元プロ野球選手、阪急ブレーブス